# Sternoptyx pseudobscura
A Sternoptyx pseudobscura a sugarasúszójú halak (Actinopterygii) osztályának nagyszájúhal-alakúak (Stomiiformes) rendjébe, ezen belül a mélytengeri bárdhalfélék (Sternoptychidae) családjába tartozó faj.

## Előfordulása
A Sternoptyx pseudobscura széles körben elterjedt mind a három óceánban. Elterjedési területe az Atlanti-óceán keleti részén Portugáliától Dél-Afrikáig, míg a Csendes-óceán keleti részén a kanadai Brit Columbiától Chiléig tart. A Dél-kínai- és a Kelet-kínai-tengerben is előfordul.

## Megjelenése
Ez a hal legfeljebb 6 centiméter hosszú. 27–30 csigolyája van. A farok alatti úszó fölött, áttetsző, háromszög alakú hártya látható. A fiatal példánynak, csak akkor lesz világítószerve, miután eléri a 16-18 milliméteres hosszúságot.

## Életmódja
Mélytengeri halfaj, amely akár 2000 méter mélyre is leúszik. Általában 800–1200 méteres mélységekben tartózkodik. Nem vándorol. Tápláléka evezőlábú rákok, kagylósrákok, krill, felemáslábú rákok és tízlábú rákok.

## Felhasználása
A Sternoptyx pseudobscurának halászatilag nincs gazdasági értéke.